# Euphorbia analavelonensis
Euphorbia analavelonensis ist eine Pflanzenart aus der Gattung Wolfsmilch (Euphorbia) in der Familie der Wolfsmilchgewächse (Euphorbiaceae).

## Beschreibung
Die sukkulente Euphorbia analavelonensis bildet Sträucher mit abgespreizten Trieben aus. Die 2 bis 3 Zentimeter dicken Triebe stehen bis etwa 35 Zentimeter Länge aufrecht, legen sich dann nieder und werden dann kriechend bis etwa 1 Meter lang. Es werden sehr kurze Seitentriebe ausgebildet, die meist durch die an einem 2 bis 3 Millimeter langen Stiel stehenden Blätter verdeckt sind. Die an den Triebenden in Büscheln stehenden Blätter sind eiförmig-länglich und mit einer kleinen Spitze versehen. Sie sind kurzlebig und werden 4 bis 8,5 Zentimeter lang und 4 bis 7 Zentimeter breit, wobei sie auf der Oberseite glänzend grün und auf der Unterseite blassgrün gefärbt sind. Die bis etwa 1 Zentimeter langen Nebenblattdornen stehen gemeinsam mit weiteren kurzen Dornen in 4 bis 5 Reihen und sind an der Basis verdickt.
Die einfachen Cymen stehen an 0,5 bis 3 Zentimeter langen Blütenstandstielen. Die eiförmigen und mit feinen Spitzen versehenen Cyathophyllen haben in der Regel an der Basis einen kurzen Dorn, werden 5 Millimeter lang und breit und sind gelbgrün gefärbt. Die Cyathien werden 4 Millimeter breit und 3 Millimeter lang. Die elliptischen Nektardrüsen sind leuchtend grün gefärbt und der Fruchtknoten ist annähernd sitzend ausgebildet. Die Frucht und der Samen sind unbekannt.

## Verbreitung und Systematik
Euphorbia analavelonensis ist in Südwest-Madagaskar bei Toliara auf Felsen und sandigen Hügeln endemisch verbreitet.
Die Erstbeschreibung der Art erfolgte 2000 durch Werner Rauh und Ralph Daniel Mangelsdorff.